# Princesse résurrection
Princesse résurrection (怪物王女, Kaibutsu Ōjo) est un manga de Yasunori Mitsunaga. Il a été prépublié dans le magazine Monthly Shōnen Sirius entre juin 2005 et février 2013, puis publié aux éditions Kōdansha depuis juillet 2005. 19 tomes sont sortis en novembre 2012. Le dernier tome est prévu pour le 9 avril 2013.
Le manga est publié en français aux éditions Pika depuis juillet 2009, et 14 tomes sont sortis en mars 2013.
Princesse résurrection a été adapté en un anime de 26 épisodes réalisé par Masayuki Sakoi et produit par le Studio Madhouse en 2007. Trois OAD sont également sortis entre décembre 2010 et octobre 2011.

## Histoire
Hiro et sa sœur se sont séparés après la mort de leurs parents car elle ne pouvait pas veiller sur lui. Mais quelques années plus tard, il reçoit une lettre dans laquelle sa sœur lui demande de la rejoindre car elle a trouvé un travail de femme de ménage. Mais quand il arrive à l'adresse indiquée, il ne trouve qu'une maison abandonnée. Pensant s'être trompé, il décide de faire un tour dans les environs. En pleine rue, il aperçoit une jeune femme magnifique, montée sur un chariot de déménagement que pousse tranquillement une petite fille. À ce moment, des poutres se détachent et menacent d'écraser la jeune femme. Sans réfléchir, Hiro se précipite et la sauve, mais meurt sous le choc. Intéressée par ce garçon, la jeune femme, qui se fait appeler "Princesse", décide de lui rendre la vie pour en faire son serviteur. Hiro découvre alors qu'elle est la princesse des monstres...

## Personnages
- Liliane (la princesse)
- Hiro Hiyorimi (guerrier de sang de Liliane)
- Kobuchi Nozomi (humain, participe à certaines aventures)
- Sawawa Hiyorimi (grande sœur d'Hiro)
- Flandre (androïde et serviteur de Liliane)
- Lisa Wildman (mi-loup-garou, mi-humaine, la sœur de Lobo, au service de la princesse)
- Reiri Kamura (vampire; accompagne nos héros dans leurs aventures)
- Kiniski (vampire, guerrier de sang de Silvia)
- Princesse Sherwood (petite sœur de Liliane ; elles sont alliées)
- Franscesca (androïde et serviteur de Sherwood)
- Ryûryû (panda, guerrier de sang de Sherwood)
- Emile (grand frère de la princesse ; allié à Liliane  et Sherwood)
- Flanders (androïde et serviteur d'Emile)
- Kizaiya Bold (loup-garou ; au service d'Emile)
- Sledge (au service d'Emile)
- Madeleine (sirène ; guerrier de sang d'Emile)
- Silvia (grande sœur de Liliane)
- Francet (androïde et serviteur de Silvia)
- Sevran (grand frère de Liliane )
- Franz (androïde du prince Sevran)
- Mikasa (guerrier de sang du prince Sevran puis guerrier de sang de Silvia)
- Gilliam (grand frère de Liliane, allié à Silvia)
- Fratelis (androïde au service du prince Guilliam)
- Salieli (grand frère de Liliane )
- Dyuken (Soi-disant frère de Liliane , on ne sait pas grand choses sur lui...)